# 谢鲁山庄
谢鲁山庄，位于中国广西壮族自治区玉林市陆川县乌石镇谢鲁村，为一个全国重点文物保护单位，类型为近现代重要史迹及代表性建筑，为全国重点文物保护单位，公布时间为2013年3月5日。
谢鲁山庄的历史年代为1920年。